# Stemma dell'Irlanda
Lo stemma irlandese ufficiale è un'arpa dorata su scudo azzurro. La sua descrizione araldica ufficiale è:D'azzurro all'arpa d'oro legata d'argento

## Nomi
L'arpa raffigurata nello stemma di stato irlandese è l'Arpa di Brian Boru, esistente realmente e conservata nel Trinity College di Dublino (chiamata per questo anche Arpa del Trinity College): l'oggetto è sicuramente anteriore al XIV secolo, quindi molto antico, ma non abbastanza perché potesse essere appartenuta al grande ed antico re Brian Boru, la cui morte precede la costruzione dell'arpa per un periodo approssimativo di 400 anni, anche se ormai per diffusione popolare e culturale si preferisce attribuirla fittiziamente a lui. Spesso il nome dello stemma viene semplicemente abbreviato in "il Brian Boru".

## Storia e diffusione

Green Ensign britannica con arpa antropomorfa.

L'arpa è stata sin dal XIII secolo un simbolo ricorrente per l'Irlanda. Apparve la prima volta nelle monete anglo-irlandesi durante il periodo di Enrico VIII e appare tutt'oggi (per rappresentare l'Irlanda del Nord), nel terzo quadrante dello Stemma britannico, ma anche nelle varie bandiere della Corona che rappresentavano l'isola irlandese. C'è da sottolineare che spesso nelle versioni britanniche l'arpa connotava una figura antropomorfa.
Fu scelto come emblema di stato con la nascita dello Stato libero d'Irlanda e usato soprattutto come Great Seal of the Irish Free State, per documenti ufficiali, al posto dello stemma reale britannico, anche se la sua adozione ufficiale fu sancita soltanto il 9 novembre 1945. Il disegno però era decisamente più pomposo e complesso, oltre che non a forma di scudo bensì tondo.
L'immagine dell'arpa è usata da sempre nella valuta irlandese, anche nel caso dei vecchi punt, nei passaporti e negli atti ufficiali del governo, ma fa parte anche dello stemma ufficiale del Presidente della Repubblica, del Taoiseach, del Tánaiste, dei ministri e di altri ufficiali. L'arpa della valuta del 1928 era basata sul modello della Galway harp, mentre nel 1939 fu introdotta un'immagine molto più simile all'attuale.

## Disegno araldico

La bandiera presidenziale irlandese, simile allo stemma nazionale.

Lo stemma nazionale irlandese richiama fortemente lo stendardo presidenziale, una bandiera blu con arpa d'oro. È infatti formato da uno scudo azzurro, verosimilmente della stessa tonalità, con all'interno un'arpa dorata decorata con corde d'argento. L'arpa è la stessa della storica e tradizionale green flag del Leinster, che però campeggia su sfondo verde, mentre differisce dalla bandiera di bompresso irlandese, che è pur verde ma con un'arpa molto più stilizzata.
Il disegno mostra un errore araldico, dato che oro e argento non dovrebbero mai stare insieme (sorte simile accade allo stemma del Vaticano, che però ha un significato particolare).

## Scudo delle province

Scudo con le quattro province.

Un altro scudo è molto diffuso in tutta l'isola d'Irlanda, generando varie confusioni nei tanti che lo ritengono erroneamente il simbolo della Repubblica d'Irlanda o quantomeno un simbolo dotato di una certa ufficialità.
Si tratta di uno scudo quadripartito ispirato all'altrettanto non ufficiale bandiera delle quattro Province d'Irlanda, che reca in ogni quadrante la bandiera di una provincia, nell'ordine Connacht, Ulster, Munster e Leinster.
Questo simbolo, estremamente diffuso in adesivi per vetture, magliette o inserito in stemmi di associazioni culturali e sportive, non ha alcuna ufficialità e non è innanzitutto uno stemma adottato dalla Repubblica: basti pensare che solo tree contee dell'Ulster fanno parte della Repubblica: Donegal, Cavan e Monaghan.
L'uso, simile alla corrispettiva bandiera, viene fatto per rappresentare in maniera del tutto ufficiosa l'intera isola d'Irlanda a soli scopi culturali o sportivi.